# سموت راک فالز
سموت راک فالز (به انگلیسی: Smooth Rock Falls) یک منطقهٔ مسکونی در کانادا است که در بخش کوکرین واقع شده‌است. سموت راک فالز ۱٬۳۳۰ نفر جمعیت دارد.